# Coupe d'Afrique des nations de football des moins de 17 ans 2017
Navigation
Niger 2015 Tanzanie 2019
La Coupe d’Afrique des nations des moins de 17 ans Total 2017 (également appelé Coupe d’Afrique des Nations U-17 Total) est un tournoi de football organisé par la Confédération africaine de football (CAF). Elle se déroule tous les deux ans et oppose les meilleurs sélections africaines des moins de 17 ans.
L'édition 2017 a lieu au Gabon du 14 mai au 28 mai 2017, après l'impossibilité de Madagascar d'accueillir la compétition.
Les quatre demi-finalistes sont qualifiés pour la Coupe du monde de football des moins de 17 ans 2017, en Inde. Le Mali remporte sa deuxième CAN consécutive.

## Préparation

### Désignation du pays organisateur
L'organisation de la compétition est initialement confiée à Madagascar. Le 12 janvier 2017, après des visites des équipes d'inspection qui ont constaté des retards dans la préparation, l'organisation lui est retirée et un nouvel appel à candidatures est lancé jusqu'au 30 janvier 2017. Le 3 février, la compétition est attribuée au Gabon par 8 voix contre 6 pour le Soudan, autre pays candidat.

### Villes et stades
| [[Fichier:Gabon location map.svg\|300px\|{{#if:\|{{{alt}}}\|Les 2 villes hôtes est dans la page Gabon.]]Libreville Port-Gentil Les 2 villes hôtes (Gabon) |

Les villes de Libreville et Port-Gentil sont retenues pour abriter la compétition.
Le stade de Port-Gentil accueille les rencontres du groupe A, y compris le match d'ouverture, ainsi que la première demi-finale, tandis que le stade de l'Amitié sino-gabonaise accueille celles du groupe B, la seconde demi-finale, le match pour la troisième place et la finale.

## Qualifications
Des qualifications sont organisées du 24 juin au 2 octobre 2016 pour désigner les sept équipes qualifiées, en plus du pays-hôte. 29 équipes participent à ces qualifications organisées sur trois tours de confrontations aller-retour.
A l'issue du dernier tour, la Tanzanie, défaite par le Congo (3-2, 0-1) porte une réserve sur l'âge de Langa Lesse Bercy. La CAF convoque alors le joueur congolais à plusieurs reprises pour passer une IRM permettant d'estimer son âge. Bercy ne s'étant pas présenté à ces convocations, la CAF décide de disqualifier le Congo et de le remplacer par la Tanzanie.

## Compétition

### Tirage au sort
Le tirage au sort est organisé le 24 octobre 2016 au Caire. Les deux têtes de série du tirage sont Madagascar (pays hôte) et le Mali (tenant du titre). Les autres sélections sont répartis en trois pots en fonction de leurs résultats lors de l'édition précédente : la Guinée et le Niger dans le pot 1, l'Angola et le Cameroun dans le pot 2 et le Congo et le Ghana dans le pot 3.
| Groupe A                         | Groupe B                |
| -------------------------------- | ----------------------- |
| Madagascar Guinée Cameroun Ghana | Mali Congo Angola Niger |

La compétition des groupes est ensuite modifiée par la disqualification de deux pays. Dans le groupe A, Madagascar est remplacé par le Gabon, nouveau pays-hôte. Dans le groupe B, le Congo est remplacé par la Tanzanie.

### Phase de poules

#### Groupe A
Dans le groupe A, le Ghana se qualifie facilement avec deux larges victoires face au Cameroun (4-0) et au Gabon (5-0) et un nul face à son dauphin guinéen (0-0).
| Rang | Équipe   | Pts | J | G | N | P | Bp | Bc | Diff |
| ---- | -------- | --- | - | - | - | - | -- | -- | ---- |
| 1    | Ghana    | 7   | 3 | 2 | 0 | 1 | 9  | 0  | +9   |
| 2    | Guinée   | 5   | 3 | 1 | 2 | 0 | 6  | 2  | +4   |
| 3    | Cameroun | 4   | 3 | 1 | 1 | 1 | 2  | 5  | -3   |
| 4    | Gabon    | 0   | 3 | 0 | 0 | 3 | 1  | 11 | -10  |

| 14 mai 2017 | Gabon       | 1 - 5 | Guinée                                       | Stade de Port-Gentil, Port-Gentil |                                   |
| 15h30       | Moubeti 70e | (0-4) | 7e 38e 69e Touré · 30e Bah · 45+1e A. Camara | Arbitrage : Davies Ogenche Omweno | Arbitrage : Davies Ogenche Omweno |
| 15h30       | Rapport     |       |                                              | Arbitrage : Davies Ogenche Omweno | Arbitrage : Davies Ogenche Omweno |

| 14 mai 2017 | Cameroun | 0 - 4 | Ghana                          | Stade de Port-Gentil, Port-Gentil |                                 |
| 18h30       |          | (0-3) | 25e 64e Ayiah · 32e 34e Sulley | Arbitrage : Mohamed Maarouf Eid   | Arbitrage : Mohamed Maarouf Eid |
| 18h30       | Rapport  |       |                                | Arbitrage : Mohamed Maarouf Eid   | Arbitrage : Mohamed Maarouf Eid |

| 17 mai 2017 | Guinée    | 1 - 1 | Cameroun | Stade de Port-Gentil, Port-Gentil |                             |
| 15h30       | Touré 22e | (1-0) | 68e Zobo | Arbitrage : Maguette Ndiaye       | Arbitrage : Maguette Ndiaye |
| 15h30       | Rapport   |       |          | Arbitrage : Maguette Ndiaye       | Arbitrage : Maguette Ndiaye |

| 17 mai 2017 | Ghana                                    | 5 - 0 | Gabon | Stade de Port-Gentil, Port-Gentil     |                                       |
| 18h30       | Ayiah 30e 57e · Toku 34e 67e · Arhin 76e | (2-0) |       | Arbitrage : Pacifique Ndabihawenimana | Arbitrage : Pacifique Ndabihawenimana |
| 18h30       | Rapport                                  |       |       | Arbitrage : Pacifique Ndabihawenimana | Arbitrage : Pacifique Ndabihawenimana |

| 20 mai 2017 | Gabon   | 0 - 1 | Cameroun | Stade de Port-Gentil, Port-Gentil |                              |
| 18h30       |         | (0-1) | 20e Zobo | Arbitrage : Mustapha Ghorbal      | Arbitrage : Mustapha Ghorbal |
| 18h30       | Rapport |       |          | Arbitrage : Mustapha Ghorbal      | Arbitrage : Mustapha Ghorbal |

| 20 mai 2017 | Guinée  | 0 - 0 | Ghana | Stade de l'amitié sino-gabonaise, Libreville |                                 |
| 18h30       |         | (0-0) |       | Arbitrage : Hamada Nampiandraza              | Arbitrage : Hamada Nampiandraza |
| 18h30       | Rapport |       |       | Arbitrage : Hamada Nampiandraza              | Arbitrage : Hamada Nampiandraza |

#### Groupe B
Le groupe B est dominé par le Mali qui enregistre deux victoires et un nul. Le Niger et la Tanzanie terminent à égalité de points mais sont départagés par leur confrontation directe, remportée par la MENA (1-0).
| Rang | Équipe   | Pts | J | G | N | P | Bp | Bc | Diff |
| ---- | -------- | --- | - | - | - | - | -- | -- | ---- |
| 1    | Mali     | 7   | 3 | 2 | 1 | 0 | 8  | 2  | +6   |
| 2    | Niger    | 4   | 3 | 1 | 1 | 1 | 4  | 4  | 0    |
| 3    | Tanzanie | 4   | 3 | 1 | 1 | 1 | 2  | 2  | 0    |
| 4    | Angola   | 1   | 3 | 0 | 1 | 2 | 4  | 10 | -6   |

| 15 mai 2017 | Mali    | 0 - 0 | Tanzanie | Stade de l'amitié sino-gabonaise, Libreville |                                   |
| 15h30       |         | (0-0) |          | Arbitrage : Ferdinand Udoh Aniete            | Arbitrage : Ferdinand Udoh Aniete |
| 15h30       | Rapport |       |          | Arbitrage : Ferdinand Udoh Aniete            | Arbitrage : Ferdinand Udoh Aniete |

| 15 mai 2017 | Angola                | 2 - 2 | Niger                | Stade de l'amitié sino-gabonaise, Libreville |                                     |
| 18h30       | Melo 68e · Gelson 84e | (0-2) | 29e (pen.) 42e Sanda | Arbitrage : Mihindou Mbina Gauthier          | Arbitrage : Mihindou Mbina Gauthier |
| 18h30       | Rapport               |       |                      | Arbitrage : Mihindou Mbina Gauthier          | Arbitrage : Mihindou Mbina Gauthier |

| 18 mai 2017 | Tanzanie                 | 2 - 1 | Angola    | Stade de l'amitié sino-gabonaise, Libreville |                            |
| 15h30       | Naftal 6e · Suleiman 70e | (1-1) | 18e Tombé | Arbitrage : Abou Coulibaly                   | Arbitrage : Abou Coulibaly |
| 15h30       | Rapport                  |       |           | Arbitrage : Abou Coulibaly                   | Arbitrage : Abou Coulibaly |

| 18 mai 2017 | Niger       | 1 - 2 | Mali                     | Stade de l'amitié sino-gabonaise, Libreville |                                       |
| 18h30       | Habibou 35e | (1-2) | 6e Dramé · 44e M. Camara | Arbitrage : Jean-Jacques Ndala Ngambo        | Arbitrage : Jean-Jacques Ndala Ngambo |
| 18h30       | Rapport     |       |                          | Arbitrage : Jean-Jacques Ndala Ngambo        | Arbitrage : Jean-Jacques Ndala Ngambo |

| 21 mai 2017 | Mali                                                      | 6 - 1 | Angola   | Stade de l'amitié sino-gabonaise, Libreville |                                 |
| 18h30       | S. Camara 2e · Dramé 14e 72e · N'Diaye 39e 70e · Kane 81e | (3-0) | 83e Melo | Arbitrage : Hassan Mohamed Hagi              | Arbitrage : Hassan Mohamed Hagi |
| 18h30       | Rapport                                                   |       |          | Arbitrage : Hassan Mohamed Hagi              | Arbitrage : Hassan Mohamed Hagi |

| 21 mai 2017 | Tanzanie | 0 - 1 | Niger     | Stade de Port-Gentil, Port-Gentil |                                   |
| 18h30       |          | (0-1) | 42e Marou | Arbitrage : Daniel Nii Ayi Laryea | Arbitrage : Daniel Nii Ayi Laryea |
| 18h30       | Rapport  |       |           | Arbitrage : Daniel Nii Ayi Laryea | Arbitrage : Daniel Nii Ayi Laryea |

### Tableau final
|  | Demi-finales | Demi-finales | Demi-finales | Demi-finales |                               |       | Finale                                                    | Finale                                                    | Finale                                                    | Finale                                                    |
|  |              |              |              |              |                               |       |                                                           |                                                           |                                                           |                                                           |
|  | 24 mai 2017  | 24 mai 2017  | 24 mai 2017  | 24 mai 2017  |                               |       | 28 mai 2017, Stade de l'amitié sino-gabonaise, Libreville | 28 mai 2017, Stade de l'amitié sino-gabonaise, Libreville | 28 mai 2017, Stade de l'amitié sino-gabonaise, Libreville | 28 mai 2017, Stade de l'amitié sino-gabonaise, Libreville |
|  | Ghana        | Ghana        | 0 (6)        | 0 (6)        |                               |       | 28 mai 2017, Stade de l'amitié sino-gabonaise, Libreville | 28 mai 2017, Stade de l'amitié sino-gabonaise, Libreville | 28 mai 2017, Stade de l'amitié sino-gabonaise, Libreville | 28 mai 2017, Stade de l'amitié sino-gabonaise, Libreville |
|  | Ghana        | Ghana        | 0 (6)        | 0 (6)        |                               |       | 28 mai 2017, Stade de l'amitié sino-gabonaise, Libreville | 28 mai 2017, Stade de l'amitié sino-gabonaise, Libreville | 28 mai 2017, Stade de l'amitié sino-gabonaise, Libreville | 28 mai 2017, Stade de l'amitié sino-gabonaise, Libreville |
|  | Niger        | Niger        | 0 (5)        | 0 (5)        |                               |       | 28 mai 2017, Stade de l'amitié sino-gabonaise, Libreville | 28 mai 2017, Stade de l'amitié sino-gabonaise, Libreville | 28 mai 2017, Stade de l'amitié sino-gabonaise, Libreville | 28 mai 2017, Stade de l'amitié sino-gabonaise, Libreville |
|  | Niger        | Niger        | 0 (5)        | 0 (5)        | Ghana                         | Ghana | 0                                                         | 0                                                         |                                                           |                                                           |
|  | 24 mai 2017  |              |              |              | Ghana                         | Ghana | 0                                                         | 0                                                         |                                                           |                                                           |
|  |              |              | Mali         | Mali         | 1                             | 1     |                                                           |                                                           |                                                           |                                                           |
|  | Mali         | Mali         | Mali         | Mali         | 1                             | 1     | 0 (2)                                                     | 0 (2)                                                     |                                                           |                                                           |
|  | Mali         | Mali         |              |              |                               |       |                                                           | 0 (2)                                                     |                                                           |                                                           |
|  | Guinée       | Guinée       | 0 (0)        | 0 (0)        |                               |       |                                                           |                                                           |                                                           |                                                           |
|  | Guinée       | Guinée       | 0 (0)        | 0 (0)        | Match pour la troisième place |       |                                                           |                                                           |                                                           |                                                           |
|  |              |              |              |              |                               |       |                                                           |                                                           |                                                           |                                                           |
|  | 28 mai 2017  |              |              |              |                               |       |                                                           |                                                           |                                                           |                                                           |
|  | Niger        | Niger        | 1            | 1            |                               |       |                                                           |                                                           |                                                           |                                                           |
|  | Niger        | Niger        | 1            | 1            |                               |       |                                                           |                                                           |                                                           |                                                           |
|  | Guinée       | Guinée       | 3            | 3            |                               |       |                                                           |                                                           |                                                           |                                                           |
|  | Guinée       | Guinée       | 3            | 3            |                               |       |                                                           |                                                           |                                                           |                                                           |

#### Demi-finales
| 24 mai 2017 | Ghana             | 0 - 0 | Niger | Stade de Port-Gentil, Port-Gentil |                              |
| 15:30       |                   | (0-0) |       | Arbitrage : Mustapha Ghorbal      | Arbitrage : Mustapha Ghorbal |
| 15:30       | Rapport           |       |       | Arbitrage : Mustapha Ghorbal      | Arbitrage : Mustapha Ghorbal |
| 15:30       | Tirs au but 6 - 5 |       |       | Arbitrage : Mustapha Ghorbal      | Arbitrage : Mustapha Ghorbal |

| 24 mai 2017 | Mali              | 0 - 0 | Guinée | Stade de l'Amitié sino-gabonaise, Libreville |                                   |
| 18:30       |                   | (0-0) |        | Arbitrage : Davies Ogenche Omweno            | Arbitrage : Davies Ogenche Omweno |
| 18:30       | Rapport           |       |        | Arbitrage : Davies Ogenche Omweno            | Arbitrage : Davies Ogenche Omweno |
| 18:30       | Tirs au but 2 - 0 |       |        | Arbitrage : Davies Ogenche Omweno            | Arbitrage : Davies Ogenche Omweno |

#### Match pour la troisième place
| 28 mai 2017 | Niger     | 1 - 3 | Guinée                  | Stade de l'Amitié sino-gabonaise, Libreville |                                     |
| 15:30       | Marou 66e | (0-0) | 55e 75e Touré · 73e Bah | Arbitrage : Mihindou Mbina Gauthier          | Arbitrage : Mihindou Mbina Gauthier |
| 15:30       | Rapport   |       |                         | Arbitrage : Mihindou Mbina Gauthier          | Arbitrage : Mihindou Mbina Gauthier |

#### Finale
| 28 mai 2017 | Ghana   | 0 - 1 | Mali       | Stade de l'Amitié sino-gabonaise, Libreville |                                 |
| 18:30       |         | (0-1) | 22e Samaké | Arbitrage : Hamada Nampiandraza              | Arbitrage : Hamada Nampiandraza |
| 18:30       | Rapport |       |            | Arbitrage : Hamada Nampiandraza              | Arbitrage : Hamada Nampiandraza |

## Résultats

### Classement des buteurs
Le guinéen Djibril Touré termine en tête du classement des buteurs avec six réalisations.
| 6 buts - Djibril Touré 4 buts - Eric Ayiah 3 buts - Hadji Dramé 2 buts - Melo - Stéphane Zobo - Ibrahim Sulley - Emmanuel Toku - Elhadj Bah - Lassana N'Diaye - Ibrahim Marou - Abdoul Karim Sanda | 1 but - Gelson - Tombé - Fahd Moubeti - Patmos Arhin - Aguibou Camara - Mohamed Camara - Semé Camara - Ibrahim Kane - Mamadou Samaké - Sofiane Habibou - Kelvin Naftal - Abdul Suleiman |

### Qualification pour la coupe du monde U17
Les quatre demi-finalistes sont qualifiés pour la coupe du monde, organisée en Inde. La Guinée, avec un nul et deux défaites, est éliminée au premier tour. Le Niger est éliminé en huitième de finale par le Ghana (2-0), lui-même éliminé en quarts par le Mali (2-1). Le Mali s'incline face au Brésil lors de la petite finale (2-0).

## Aspects socio-économiques

### Sponsoring
En juillet 2016, Total a annoncé avoir passé un accord de sponsoring avec la Confédération Africaine de Football (CAF). L’accord vaut pour les huit prochaines années et concernera les dix principales compétitions organisées par la CAF, dont la Coupe d’Afrique des Nations U-17, qui est désormais baptisée "Coupe d’Afrique des Nations U-17 Total".